# Ривера, Максанс
Макса́нс Ривера́ (фр. Maxence Rivera; родился 30 мая 2002, Венисьё) — французский футболист, нападающий нидерландского клуба «Херенвен».

## Клубная карьера
Уроженец Венисьё, Максанс выступал за молодёжные команды «Рошуаз» и «Бургуэн-Жальё». В 2015 году стал игроком футбольной академии «Сент-Этьена». 3 января 2020 года подписал первый профессиональный контракт с клубом. 8 января 2020 года дебютировал в основном составе «Сент-Этьена» в матче Кубка французской лиги против «Пари Сен-Жермен». Через четыре дня, 12 января, дебютировал во французской Лиге 1, выйдя на замену в матче против «Нанта».

## Карьера в сборной
12 февраля 2020 года дебютировал в составе сборной Франции до 18 лет в матче против сверстников из Италии.